# Samläroverk
Samläroverk var läroverk som var öppna för både pojkar och flickor. De statliga läroverken tog ursprungligen endast emot pojkar. Under 1800-talets slut tillkom därför några privata flickläroverk samt flera likaså privata läroverk för både pojkar och flickor. De senare kallade sig emellertid samskolor och inte samläroverk. Från 1923 kunde flickor få tillstånd av regeringen att gå på ett statligt gymnasium om det fanns plats och inte kostade staten någonting. 1927 öppnades läroverken för flickor, fast i de större städerna där det fanns både gossläroverk och flickläroverk kunde dessa fortsätta utan samundervisning. Uttrycket samläroverk användes sällan i skolornas namn, som undantag kan nämnas Lundby samläroverk och det privata Helsingborgs samläroverk.